# 3D Construction Kit
3D Construction Kit (publicado en EE. UU., Canadá e Israel con el título: Virtual Reality Studio), también conocido como 3D Virtual Studio, es una utilidad para crear mundos 3D en Freescape. Desarrollado por Incentive Software y comercializado por Domark, fue publicado en 1991 para múltiples plataformas. El año siguiente se publicó una secuela.

## Características
Incentive Software había empleado el motor de videojuego 3D (engine) Freescape en algunos de sus programas desde el lanzamiento de videojuegos como Driller (1987), Dark Side (1988) o Total Eclipse (1988), antecedentes de los videojuegos de disparos en primera persona (FPS), pero con 3D Construction Kit proporcionaba a los usuarios la posibilidad de crear sus propios mundos y videojuegos 3D empleando ese mismo software y un GUI a través del cual se llevaba a cabo la manipulación e implementación de primitivas como cubos y pirámides en el mundo virtual en desarrollo. 
Al objeto de programar las condiciones de la interacción del usuario/jugador con el mundo, el entorno de desarrollo del 3D Construction Kit proporcionaba el Freescape Command Language (FCL).

## Versiones
3D Construction Kit fue originalmente publicado para ZX Spectrum a principios de 1991. Posteriormente el mismo año el programa fue adaptado a otras numerosas plataformas de 8 bits, incluyendo versiones para los modelos Amstrad CPC, así como Commodore 64 y Commodore 128. Se lanzaron a la vez versiones para los computadores de 16/32 bits compatibles IBM PC (MS-DOS), Acorn Archimedes y Atari ST. La versión para Commodore Amiga (16/32 bits) fue lanzada el 1 de junio de 1991. Una versión no oficial para Commodore Plus/4 (8 bits) fue publicada en 1992. Una segunda versión oficial de esta herramienta, 3D Construction Kit II, fue lanzada en 1992.
Fueron publicadas cinco versiones específicas para los idiomas inglés, alemán, francés, español e italiano.
Versiones demo para ZX Spectrum fueron distribuidas con la revista española MicroHobby (número 214) y la británica Your Sinclair (número 69). La versión para este ordenador recibió buenas críticas en las revistas dedicadas: obtuvo como valoración un 92% por parte de Your Sinclair, la calificación de Crash Smash por parte de la también británica CRASH y una valoración de 95% por parte de MicroHobby. Por su parte la revista española de videojuegos Micromanía, centrándose en las versiones de 16/32 bits, publicó primero sobre el 3D Construction Kit un artículo de dos páginas en septiembre de 1991, y más tarde otro de cuatro páginas en octubre del mismo año.